# الزلاق
الزلاق: هي قرية تقع في الساحل الغربي من البحرين.هي مشهورة بشاطئ الزلاق وهي قريبة من بعض المعالم السياحية في البحرين مثل محمية العرين و حلبة البحرين الدولية. يبلغ عدد سكانها أكثر من 4000 نسمة كما يوجد في القرية عيون ماء وأشهرها في بيت عبد الله بن جبر الدوسري وكما يسمي (بيت العبد لله) وتوجد عين أخرى للمزارع لسقي المزروعات أما الآن لا توجد أي من العيون .

## التسمية
سُمّيت الزلاق بهذا الاسم لقصة يذكرها أهلها، وذلك أنه بالقرب من مدرسة قديمة في شمال القرية، كان يوجد مرتفع يقال له (عدامة أبو صير) عليه عدد قليل من البيوت بالقرب من أحدها توجد صخرة كبيرة ملساء، في ذات يوم نصب رجل شبكة للصيد وعندما سُئل عن مكان نصبه للشبك قال:«نصبته في الزلاقة». وجرى الاسم بعد ذلك على القرية وأصبحت تعرف بالزلاق.
كما إن اسم الزلاق لم يكن محصوراً كما الآن على القرية، وإنما كان يطلق على المنطقة الساحلية الممتدة من بداية مزرعة الصافرية حتى الجزائر شاملاً منطقة الوسمية.

## الموقع
آخر المناطق المأهولة في غرب جنوب البحرين، يحدها البحر من جهة الغرب، وجامعة البحرين وحلبة البحرين الدولية من جهة الشرق، وقرية صدد من جهة الشمال، وبستان الوسمية من جهة الجنوب.

## أهم البنايات

### الصحة
مركز الزلاق الصحي

### الرياضة
مركز الزلاق الرياضي

### الدين
جامعين وأربع مساجد

### المؤسسات الاجتماعية
صندوق الزلاق الخيري، مركز عطاء بن البار لتحفيظ القرآن الكريم، مركز هاجر النسائي ومركز عثمان بن عفان لتحفيظ القرآن الكريم .

### التعليم
مدرسة الزلاق الابتدائية الإعدادية للبنين ومدرسة الزلاق الابتدائية الإعدادية للبنات وروضة الزلاق .

### الأمن
مركز شرطة الزلاق

### أخرى
فيها عدة أسواق كبرادات الفهد وشباب الزلاق وأسواق ميدوي ومحلات للقهوة و 15 مطعم أشهرها المضياف والمعجنات الساخنة ومطعم الجدور ومطعم البرستي ومعجنات الزلاق و زلاق سبرنج . كما تشتهر بفندق السوفيتل .